# Letní olympijské hry 1912

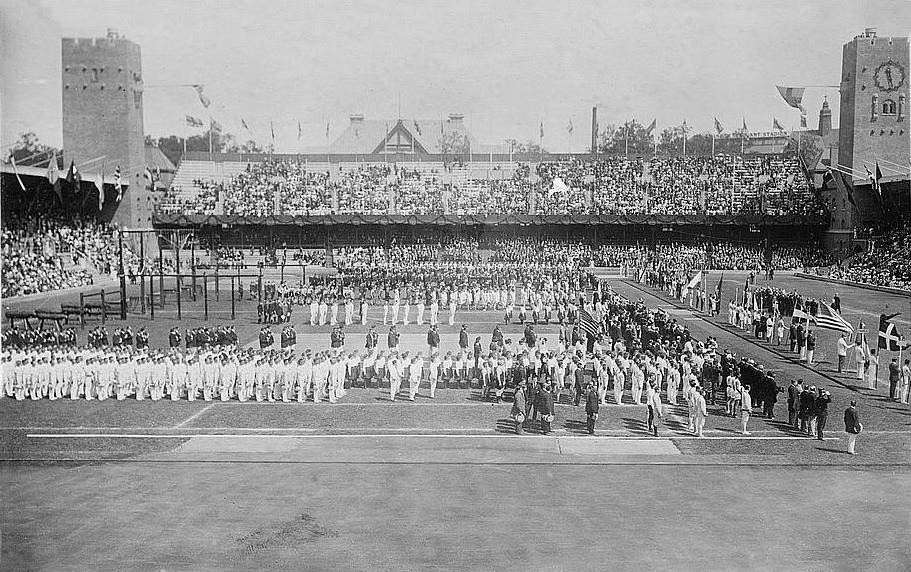
Zahajovací ceremoniál

Hry V. letní olympiády se konaly od 5. května do 27. července 1912 ve švédském Stockholmu. Hry oficiálně zahájil král Gustav V.
Z celkového počtu 2547 závodníků bylo 57 žen.
Soutěžilo se celkem ve 14 sportech: atletice, plavání, fotbalu, gymnastice, jachtingu, jezdectví, moderním pětiboji, cyklistice, přetahování lanem, střelbě, šermu, tenisu, veslování, zápase.

## Zajímavosti her
Na těchto hrách poprvé startovaly ženy v plaveckých soutěžích.
Poprvé se her zúčastňují zástupci všech kontinentů.
Poprvé jsou použity moderní technologie: používá se veřejný rozhlas, čas je měřen elektronicky, v atletice se používá cílová fotografie.
Mimo rámec sportovních soutěží probíhají umělecké soutěže. Hodnotí se díla se sportovní tematikou v architektuře, literatuře, hudbě, malbě a sochařství. Vítězem v literatuře se stal Pierre de Coubertin (Óda na sport), soutěžil však pod pseudonymy Georges Hohrod a M. Eschbach.
V šermu získává spolu s rakouským týmem zlatou medaili Otto Herschmann, který je zároveň předsedou rakouského olympijského výboru (jediný úřadující předseda národního olympijského výboru, který v historii her získal zlatou medaili v olympijské soutěži).
Nejvíce medailí na těchto hrách získal švédský střelec Vilhelm Carlberg - 3 zlaté a 2 stříbrné.
Jedním ze tří oficiálních fotografů her byl Švéd Axel Malmström.

## Česká účast
Český olympijský výbor vyslal 45 českých sportovců a největší zastoupení měli šermíři (14) atleti (11) a tenisté (9). Po protestech vídeňské vlády česká výprava při zahajovacím ceremoniálu kráčela za vlajkou s rakousko-uherským orlem a tabulkou Autriche-Tchéques, ale pod praporem s českým lvem. Žádný ze sportovců však nedosáhl na stupně vítězů, čtvrté místo získalo družstvo šavlistů, v tenise pak na trávě Ladislav Žemla v dvouhře a spolu s Jaroslavem Justem i ve čtyřhře.

## Kandidátská města
Žádná další kandidátská města nebyla.